# Befestigungsanlagen am Hollands Diep und am Volkerak

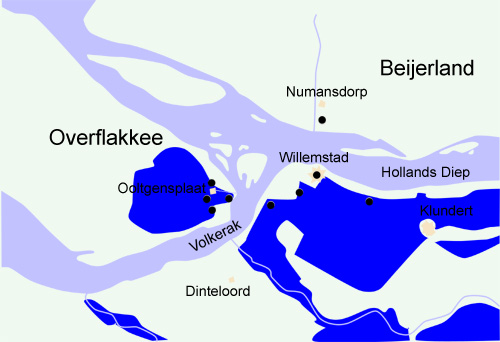
Lage der Befestigungsanlagen

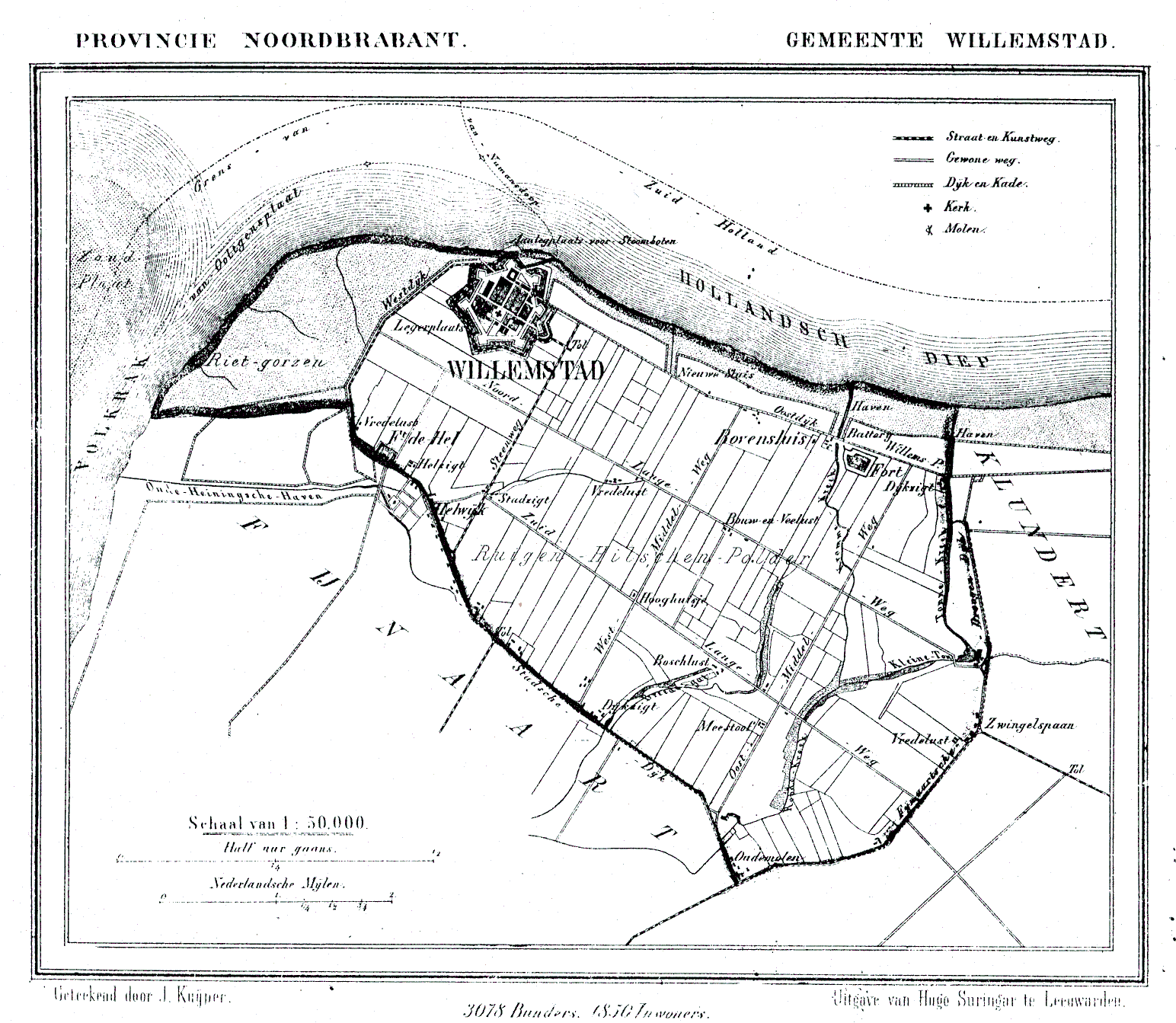
Karte von Willemstad am Hollands Diep(1865)

Die Befestigungsanlagen am Hollands Diep und am Volkerak bestanden aus einer Reihe von Verteidigungsanlagen. Sie lagen dort, wo Hollands Diep, Volkerak und Haringvliet zusammentreffen. Die Anlagen dienten der Abwehr von Angriffen auf das südliche Holland. Daneben beschützen sie die Wasserverbindung zwischen Holland und Seeland. Die älteren der Anlagen stammen aus der Zeit der Englisch-Niederländischen Seekriege. 
Neubauten gab es dann im Zeitalter Napoleons. Damals dienten sie auch der Aufnahme von aus Brabant zurückkehrender Truppen. Ein großer Teil dieser Anlagen besteht noch heute.
Die Befestigungen liegen alle am, oder in der Nähe des Hollands Diep und dem Volkerak.

## Bauwerke
Die Befestigungsanlagen bestanden im Wesentlichen aus folgenden Teilen:
- Festung Willemstad
- Fort De Hel (vormals Fort Anna von 1748 und Fort L´Enfer von 1811 bis 1813)
- Fort im Sabrina Hendrik Polder (früher Fort De Ruyter von 1810, zur Verteidigung des Volkerak)
- Fort Duquesne (von 1811, benannt nach Admiral Du Quesne, der bei der Schlacht am Ätna gegen Michiel de Ruyter kämpfte, ab 1813 Fort Prinz Frederik zu Ooltgensplaat auf Overflakke)
- Fort Bovensluis (Oberschleuse) 1861, früher Fort Haaren
- Fort Buitensluis (Außenschleuse) zu Numansdorp 1793

Diese Verteidigungswerk entstand auf Grund des Festungsgesetzes von 1874.
sowie die ältere Anlage:
- Fort Ooltgensplaat (1568–1811)